# Jabhat Fateh al-Sham
Jabhat Fateh al-Sham (Arabisch: جبهة فتح الشام, letterlijke Nederlandse vertaling: Front voor de verovering van de Levant) was een gewapende rebellengroep die sinds 23 januari 2012 actief was in de Syrische Burgeroorlog. Tot 28 juli 2016 stond de groep bekend als Jabhat al-Nusra of Al-Nusra Front (Arabisch: جبهة النصرة لأهل الشام, letterlijke Nederlandse vertaling: 'steunfront') en was deze gelieerd aan Al Qaida. Op 28 juli 2016 kondigde de groep aan dat het de naam had gewijzigd en niet langer deel uitmaakte van Al Qaida. Op 28 januari 2017 is Jabhat Fateh al-Sham ontbonden en gefuseerd met een aantal kleinere groeperingen waarmee het verder gaat onder de naam Hayat Tahrir al-Sham.
De groep telde naar schatting tussen de 5000 en 10.000 strijders en was actief in Noordwest-Syrië. Leden van de organisatie waren constant actief in de vuurlinie. De organisatie werd bekend, niet alleen omwille van haar militaire successen, maar tevens vanwege haar wreedheid tegenover tegenstanders. De leiders waren Abu Mohammad al-Julani en Abu Anas al-Sahaba.
De organisatie werd aangeduid als een terroristische organisatie door de VN, Syrië, de VAE, Australië, Turkije, Iran, Rusland, Canada, de VS en de EU. Ook na de splitsing en naamswijziging wordt de groep nog steeds als een terroristische organisatie beschouwd door de VS, Rusland, Iran en de VN.

## Geschiedenis
Jabhat al-Nusra werd in januari 2012 opgericht als een onderafdeling van de Islamitische Staat in Irak (ISI), het voormalige Al Qaida in Irak en de voorloper van de 'Islamitische Staat'. Vrij snel ontstond er echter onenigheid tussen ISI en al-Nusra, waarop ISI de naam veranderde in ISIS en zelfstandig in Syrië begon te opereren. Vele troepen van al-Nusra begonnen naar ISIS te vertrekken, met name de strikte religieuze minderheden, de jihadistische groepen waren tegen de acties van ISIS en zo werd er oorlog verklaard tussen toen veranderd HTS en ISIS. Uiteindelijk leidde dit tot een breuk tussen ISIS en Al Qaida in 2014 waarbij al-Nusra de steun van Al Qaida behield. Dit was een gevolg van de dood van Osama Bin Laden, ISIS weigerde de nieuwe Al Qaida-leider te volgen wat voor de “oorlog” zorgde tussen de twee groepen.
Al-Nusra was aanvankelijk actief in Oost-Syrië en rondom Raqqa, en speelde een belangrijke rol in de overname van deze stad door rebellen in 2013. Niet lang daarna werd al-Nusra zelf uit Oost-Syrië verdreven door de Islamitische Staat: in 2013 uit Raqqa en in 2014 uit Deir ez-Zor. De groep verlegde zijn activiteit hierop naar de westelijke delen van Syrië: de regio-Aleppo, de omgeving van Damascus en de Golanhoogten. Hier had de Islamitische Staat nog weinig invloed.
Vanwege de ideologie en link met Al Qaida werd al-Nusra eveneens doelwit van de luchtaanvallen van de Coalitie. Hierop werden de geschillen met IS tijdelijk opzijgezet, hoewel de verhoudingen gespannen bleven.
Op 28 januari 2017 besloten verschillende salafistische jihadistische groepen waaronder Jabhat Fateh al-Sham om te fusioneren in een nieuwe groep die de naam Hayat Tahrir al-Sham (“Organisatie voor de bevrijding van de Levant”) kreeg.

## Ideologie
Jabhat al-Nusra was een groepering die te vergelijken was bij de radicale islam, jihadisten die de strijd voor de islam voor ogen hadden met de stichting van een kalifaat als einddoel. Hierbij was de val van Bashar al-Assad slechts een tussenstap. Toen deze tussenstap nog niet voltooid was, richtte de beweging zich primair op de Syrische strijd en (nog) niet op de globale jihad. Hoewel al-Nusra posities bij de Golanhoogten had ingenomen had het zich dan ook (nog) niet tegen Israël gekeerd.

## Khorasan
Al-Nusra huisvestte een selecte groep van ongeveer 50 personen, die aangeduid werd als de Khorasangroep. Khorasan zou uit ervaren leden van Al Qaida bestaan en binnen het door al-Nusra beheerste territorium terroristische activiteiten plannen. De Verenigde Staten beschouwden Khorasan daarom potentieel als een even grote dreiging als IS of al-Nusra zelf.

## Perceptie door anderen
Aanvankelijk stonden de Syrische rebellen van onder andere het Vrij Syrisch Leger afkerig tegenover hen, uit angst de revolutie tegen Assad te compromitteren als moslimextremisme. Door de onverschillige houding van het Westen verdween deze angst meer en meer. Af en toe waren er gecoördineerde acties.
Ook met de 'Islamitische Staat' (IS) is de verhouding gespannen. Toen deze in Syrië begon te opereren werd al-Nusra gezien als rivaal en evenzeer bestreden als het regeringsleger. Hierdoor kon IS veel gebied op al-Nusra veroveren en liepen veel al-Nusra-rebellen over naar IS. Na het begin van de Coalitiebombardementen zetten beide groepen hun geschillen tijdelijk opzij.
De soennitische burgerbevolking van Syrië werd door al-Nusra – naar eigen zeggen – ongemoeid gelaten, in tegenstelling tot sommige andere rebellengroepen en de Syrische regeringstroepen van president Assad. Meer nog, dikwijls verzorgden ze voedseltransporten en zorgden voor watervoorzieningen, waardoor ze een zekere populariteit genoten onder radicaal islamitische sympathisanten. Veel Syrische burgers reageerden dan ook verbolgen op het kwalificeren van al-Nusra als terroristische organisatie. Veel soennitisch-Arabische Syriërs zagen Assad als een grotere bedreiging dan moslimextremisme en voelden zich door het Westen in de steek gelaten.
De alawitische, sjiitische, Koerdische en christelijke Syrische burgers vormden doelwitten van wreedheden en willekeurige moorden en straffen door Jabhat al-Nusra. De gewapende groepering werd beschuldigd van massale verkrachtingen, massale onthoofdingen, marteling en religieuze zuiveringen. De groepering werd in verband gebracht met onthoofdingen en ontvoeringen van alawitische en christelijke geestelijken. Jabhat al-Nusra werd direct verantwoordelijk gehouden voor de grootschalige afslachting van ongewapende christelijke Syrische burgers in de provinciestad Sadad in het gouvernement Homs na een militair offensief.

## Naamswijziging
Op 28 juli 2016 kondigde de groep aan dat deze met Al Qaida gebroken had en geen internationale affiliatie meer had. De naam werd gewijzigd in Jabhat Fateh al-Sham. Een reden hiervoor is waarschijnlijk de behoefte aan buitenlandse steun van soennitische staten, waarvoor de band met een internationale terroristische organisatie als Al Qaida een belemmering vormde. Met name met Qatar zouden banden bestaan. Zelf noemde al-Nusra als reden dat de stap de legitimatie voor de bombardementen op moslims in Syrië zou weghalen. Een andere mogelijke verklaring is dat Jabhat Fateh al-Sham/al-Nusra – in tegenstelling tot Al Qaida – geen internationale aspiraties had en zich slechts op de strijd in Syrië en niet op de globale jihad wilde richten. Voor de ideologie maakte dit geen verschil en ook Al Qaida benadrukte de ideologische verwantschap.